# Ібрагім Аділ-шах I
Ібрагім Аділ-шах I (помер 1558) — шах Біджапуру в 1534—1558 роках. Правління було сповнене союзів та боротьби з султанатами Ахмаднагар, Бідар, Берар, Голконда та Віджаянагарською імперією. Незважаючи на постійні військові дії, територіальна експансія була незначною.

## Життєпис
Син Ісмаїл Аділ-шаха. Отримав владу після повалення свого брата Маллу Аділ-шаха 1534 року. Оголосив сунізм державною релігією. Спочатку панував за підтримки бабусі Пенджи-Хатун та полководця Асад-хана Ларі. Було обмежено вплив групи афаки, а на їх місце прийнято на службу деккані, зокрема й маратхів, а також хабші (нащадків абіссинських рабів). Але султан зберіг 400 вояків-афакі як свою особисту охорону. Але це значно послабила Біджапурський султанат, оскільки звільнений персонал вступив на службу до сусідніх султанів. Це піддало султанат цілої серії вторгнень. Однак саме Асад-хан Ларі (з афакі) відбив усі ворожі вторгнення.
Проте 1535 року віджаянагарський магараджахіраджа Ач'ютадеварая Тулува відвоював важливу Райчурську долину. Проте 1540 року султан підтримав Рамараю Аравіду, що вчинив заколот проти Ач'ютадевараї, захопивши фактичну владу. Натомість Райчурська долина перейшла до Біджапуру.
1542 року Ібрагім Аділ-шах I вступив у протистояння з візиром Асад-ханом Ларі, чим вирішив скористатися ахмеднагарський султан Бурхан-шах I в союзі з бідарським султаном Амір Барідом I. Вороги взяли Ібрагіма в облогу в його столиці Біджапурі. Тоді султан звернувся до родича Дар'ї Імад-шаха, султана Берара, по допомогу. Останній змусив ворогів зняти облогу. 1543 року Ібрагім Аділ-шах I оженився на сестрі Дар'ї Імад-шаха. Але вже 1543 року було утворено антибіджапурський союз Рамараєю з голкондським султаном Джамшидом. У відповідь Ібрагім Аділ-шах I уклав союз з бідарським султаном Алі Барід-шахом I.
Біджапурський султанат завоював Бідар, але втратив Шолапур та Кальяні, захоплених Ахмеднагарським султанатом. З іншого боку, значні придбання були зроблені на півдні вздовж західного узбережжя. Найдальша точка території Біджапура тепер тяглася на південь від Гоа. Військові дії проти султанату Голконда закінчилися невдало, біджапурські війська дійшли стін фортеці Голконда, але не змогли взяти її. 1549 року зазнав поразки від Рамараї Аравіду, втративши Райчурську долину, за яку боровся до 1551 року. 1553 року підтримав Шаха Алі, претендента на трон Ахмеднагарського султанату, але зазнав поразки в битві біля Шолапуру.
1557 року уклав союз з Віджаянагарською імперією та Бідарським султанатом проти Ахмеднагарського і Голкондського султанатів. Помер Ібрагім Аділ-шах I 1558 року. Був похований поряд зі відомим суфійським святим хазратом Чанда Хуссейні Ашрафі в Гогі, де також були поховані його батько та дід Юсуф. Трон спадкував син Алі Аділ-шах I.